# Чуваши в Казахстане
Чуваши в Казахстане — одно из малочисленных национальных меньшинств Казахстана. По переписи 2009 года в Казахстане 7 301 человек назвали себя чувашами. Большинство чувашей переселились в Казахстан, начиная с середины XX века, в период освоения целины и на стройки промышленных объектов.

## История
Хотя считается, что чуваши переселились в Казахстан в 50-е годы XX века во времена индустриализации и освоения целины, есть немало свидетельств о дореволюционной миграции чувашей в Центральную Азию в период с XIX по начало XX века. Основные причины связаны с рядом социально-экономических и политических акций царского правительства, связанных как правило плановым переселением на малозаселенные территории. В переписи населения за 1897 год указывалось, что количество чувашей в Казахстане составляет 3 101 человек.
Быстрый рост населения чувашей в Казахстане наметился в результате переселения на восток России и в Казахстан, особенно это стало заметным с 30-х годов XX века. Одним из таких факторов являлась масштабная индустриализация Казахстана в послевоенный период, вызвавшая приток рабочей силы из европейской части СССР. С 1970 по 1989 года среди чувашей наблюдалось увеличение доли горожан, особенно в бурно развивающихся промышленных центрах Казахстана.
После распада СССР наметился отток населения чувашей из Казахстана.
По данным переписи населения за 2010 год, больше всего чувашей проживает в Карагандинской, Костанайской, Северо-Казахстанской, Павлодарской и Акмолинской областях. Проживающие в Павлодаре чуваши существуют благодаря первому поколению мигрантов в возрасте 65-75 лет, которое характеризуется выраженными ассимиляционными тенденциями развития. В частности, отсутствует энтузиазм в изучение чувашского языка среди детей.

## Численность
| Год         | 1926 | 1939 | 1959  | 1970  | 1979  | 1989  | 1999  | 2009 | 2021 |
| Численность | 2267 | 6590 | 11255 | 22690 | 22310 | 22305 | 11851 | 7301 | 8329 |

## Современное положение
В Казахстане есть национально-культурные объединения чувашей, в частности, Чувашский общественно-культурный центр в Павлодарской области (создан в 1995 году) и Чувашский этнокультурный центр в Акмолинской области (образован в 2014 году).